# Volóshchyna (Saranchuký)
Volóshchyna (ucraniano: Воло́щина) es un pueblo de Ucrania, perteneciente al municipio rural de Saranchuký, en el raión de Ternópil de la óblast de Ternópil.
En 2001, el pueblo tenía una población de 410 habitantes.
Se ubica inmediatamente al este de Bózhykiv, separado de este último pueblo por el río Zolota Lipa.

## Historia
Antes de su integración en el actual municipio de Saranchuký en 2020, el pueblo era una pedanía del consejo rural de Bózhykiv, en el raión de Berezhany.